# Serrat de les Puces

El Serrat de les Puces, respecte del terme de Granera

El Serrat de les Puces és una formació muntanyosa del terme municipal de Granera, al Moianès.
Està situat en el sector central-oriental del terme, a llevant de la carretera BV-1245 en el seu punt quilomètric 8,5. És un serrat pla en la seva part superior, que s'abat a llevant damunt del torrent de la Riera.